# IIHF European Women Champions Cup
IIHF Europa Women Champions Cup är en damturnering i ishockey för de bästa lagen i Europa, arrangerad av IIHF. Turneringens första säsong var säsongen 2004/2005 och de fyra första åren vann det svenska laget AIK.

## Champions Cup-mästare
| Säsong    | Finalort  | Vinnare             |
| --------- | --------- | ------------------- |
| 2004/2005 | Stockholm | AIK                 |
| 2005/2006 | Stockholm | AIK                 |
| 2006/2007 | Stockholm | AIK                 |
| 2007/2008 | Stockholm | AIK                 |
| 2008/2009 | Lojo      | SKIF Nijni Novgorod |
| 2009/2010 | Berlin    | Tornado Moskva      |
| 2010/2011 | Lugano    | Ilves               |